# Ladenbergia cujabensis
Ladenbergia cujabensis är en måreväxtart som beskrevs av Johann Friedrich Klotzsch. Ladenbergia cujabensis ingår i släktet Ladenbergia och familjen måreväxter. Inga underarter finns listade i Catalogue of Life.